# Weinmannia descendens
Weinmannia descendens är en tvåhjärtbladig växtart som beskrevs av Friedrich Ludwig Diels. Weinmannia descendens ingår i släktet Weinmannia och familjen Cunoniaceae. Inga underarter finns listade i Catalogue of Life.